# 戈爾納山 (克里米亞共和國)

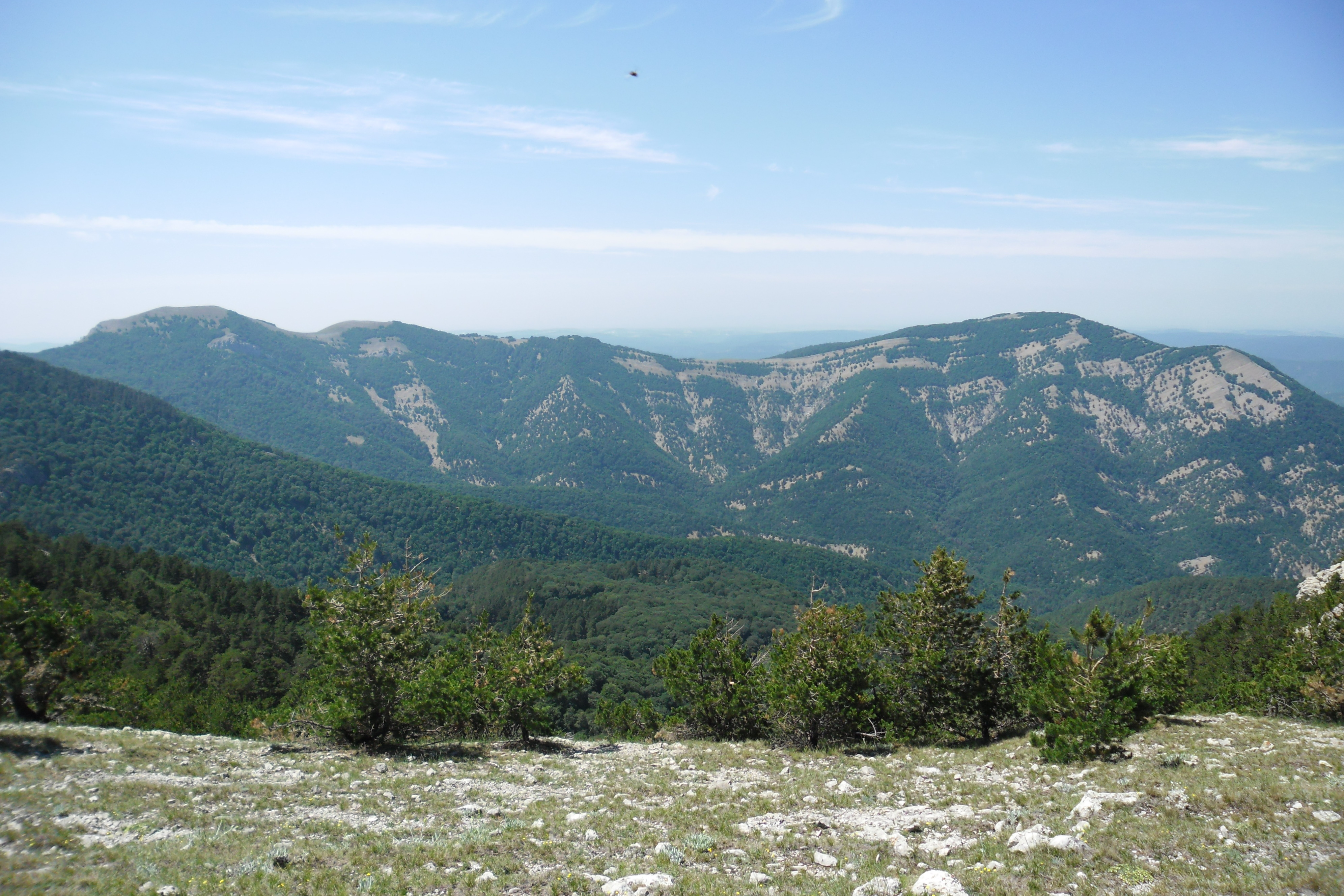

戈爾納山是俄罗斯的山峰，位於克里米亞共和國，處於基輔以南約700公里，海拔高度1,307米，受沿海氣候影響，每年平均降雨量579毫米。